# Jean-Pierre Blanchard (peintre)
Pour les articles homonymes, voir Jean-Pierre Blanchard et Blanchard.
 (décembre 2012).
Si vous disposez d'ouvrages ou d'articles de référence ou si vous connaissez des sites web de qualité traitant du thème abordé ici, merci de compléter l'article en donnant les références utiles à sa vérifiabilité et en les liant à la section « Notes et références ».
Jean-Pierre Blanchard, né le 28 juin 1947 à Ingrandes (Indre), est un artiste peintre français contemporain, connu pour son art de la peinture rapide.
Reproduisant des portraits de personnalités connues telles que Johnny Hallyday, Bourvil, Luciano Pavarotti, Salvador Dalí, Coluche, Michael Jackson ou encore Ray Charles, Jean-Pierre Blanchard s'est notamment fait connaître du grand public grâce à plusieurs passages dans l'émission de télévision Le Plus Grand Cabaret du monde présentée par Patrick Sébastien.

## Biographie
Quatrième d'une famille de cinq enfants, Jean-Pierre Blanchard est né dans l'Indre où il commença à peindre. Lorsque son père, militaire de carrière, prit sa retraite de l'armée, il déménagea avec sa famille pour Fresnes_(Val-de-Marne)[Lequel ?].
Il entame des études artistiques dans une école de dessin d’Art de la ville de Paris : rue Saint benoît puis rue Madame.  Il fait son service militaire au service cinématographique des armées. 
De retour en France, Jean-Pierre Blanchard travaille comme illustrateur et maquettiste dans la publicité, tout en continuant à peindre et à commencer à exposer. 
En 1971, il épouse Béatrice avec qui il a deux filles.
En 1987, il crée avec Bruno Chatelier sa propre agence de communication, l'agence CBM, qui devient ensuite l'agence DDB live. Il y développe le concept de spectacles picturaux où il pratique le « speed painting » (la peinture rapide). Il quitte l'agence en 1997 pour s’installer en Charente-Maritime puis à Chinon tout en poursuivant ses spectacles.
À partir des années 2000, plusieurs passages dans l'émission de télévision Le Plus Grand Cabaret du monde présentée par Patrick Sébastien le font connaître du grand public.